# 과달카날섬쥐
과달카날섬쥐(Uromys porculus)는 쥐과에 속하는 설치류의 일종이다. 솔로몬 제도에서만 발견된다. 1886년과 1888년 사이에 표본이 수집된 이후, 다시 발견되지 않았다. 멸종된 것으로 추정하고 있다.